# Liste des cancérogènes du groupe 2A du CIRC
La liste des cancérogènes du groupe 2A du CIRC référence les agents classés comme probablement cancérogènes, parfois appelés cancérogènes possibles, pour l’homme par le Centre international de Recherche sur le Cancer (CIRC).
Le classement des cancérogènes par groupe du CIRC ne reflète pas le niveau de risque, mais le degré de certitude quant à l'effet cancérigène d'une substance. Cela ne reflète donc pas la probabilité de causer un cancer compte tenu du niveau d'exposition à cet agent cancérigène mais indique le degré de certitude de la capacité à provoquer un cancer d'un agent peu importe le niveau de risque encouru.

## Classification par le CIRC
Le CIRC classe les agents, mélanges et expositions en 4 autres catégories :
- Catégorie 1: cancérogène certains pour l'homme.
- Catégorie 2A : cancérogène probable pour l'homme.
- Catégorie 2B : cancérogène possible pour l'homme.
- Catégorie 3 : inclassable quant à sa cancérogénicité pour l'homme.
- Catégorie 4 : probablement non cancérogène pour l'homme. Seul le caprolactame a déjà été classé dans cette catégorie, avant d'être reclassé dans la catégorie 3 en 2019[3].

## Agents

### Substances
| Nom | CAS                              | EINECS                                  |
| --- | -------------------------------- | --------------------------------------- |
| Acides aristolochiques (mélanges naturels)                                                                                           |                                  |                                         |
| Acrylamide | 79-06-1                          | 201-173-7                               |
| Adriamycine (Doxorubicine) | 23214-92-8                       | 245-495-6                               |
| Azacitidine | 320-67-2                         | 206-280-2                               |
| Bis-chloroéthylnitrosourée (BCNU, carmustine)                                                                                        | 154-93-8                         | 205-838-2                               |
| Bromure de vinyle (en) | 593-60-2                         | 209-800-6                               |
| Captafol | 2425-06-1                        | 219-363-3                               |
| Carbamate d'éthyle (en) (uréthane)                                                                                                   | 51-79-6                          | 200-123-1                               |
| Chloramphénicol | 56-75-7                          | 200-287-4                               |
| Chlorhydrate de procarbazine | 366-70-1                         | 206-678-6                               |
| (Chloro-2 éthyl)-1 cyclohexyl-3 nitrosourée (CCNU, lomustine)                                                                        | 13010-47-4                       | 235-859-2                               |
| 4-Chloro-orthotoluidine | 95-69-2                          | 202-441-6                               |
| Chlorozotocine (en) | 54749-90-5                       |                                         |
| Chlorure de diméthylcarbamoyle | 79-44-7                          | 201-208-6                               |
| Cisplatine | 15663-27-1                       | 239-733-8                               |
| Clonorchis sinensis (infestation à)                                                                                                  |                                  |                                         |
| Cyclopenta[c,d]pyrène | 27208-37-3                       |                                         |
| Diazinon |                                  |                                         |
| Dibenz[a,h]anthracène (en) | 53-70-3                          |                                         |
| Dibenzo[a,l]pyrène | 191-30-0                         | 200-181-8                               |
| 1,2-Dibromoéthane | 106-93-4                         | 203-444-5                               |
| 1,2-Diméthylhydrazine (en) | 540-73-8                         |                                         |
| Épichlorohydrine | 106-89-8                         | 203-439-8                               |
| N-Éthyl-N-nitrosourée | 759-73-9                         | 212-072-2                               |
| Fluorure de vinyle | 75-02-5                          | 200-832-6                               |
| Glycidol (en) | 556-52-5                         | 209-128-3                               |
| Glyphosate | 1071-83-6                        | 213-997-4                               |
| Herpèsvirus du sarcome de Kaposi/Herpèsvirus humain type 8                                                                           |                                  |                                         |
| Malathion |                                  |                                         |
| IQ (Amino-2 méthyl-3 imidazo[4,5-f]quinoléine)                                                                                       | 76180-96-6                       |                                         |
| Méthanesulfonate de méthyle | 66-27-3                          | 200-625-0                               |
| 5-Méthoxypsoralène (Bergaptène) | 484-20-8                         | 207-604-5                               |
| Méthylnitronitrosoguanidine (en) (MNNG)                                                                                              | 70-25-7                          | 200-730-1                               |
| N-Méthyl-N-nitrosourée | 684-93-5                         | 211-678-4                               |
| Moutarde azotée |                                  |                                         |
| Nitrate ou nitrite (ingéré) dans des conditions favorables à la nitrosation endogène                                                 |                                  |                                         |
| N-Nitrosodiéthylamine (en) (DEN) | 55-18-5                          | 200-226-1                               |
| N-Nitrosodiméthylamine (NDMA) | 62-75-9                          | 200-549-8                               |
| Oxyde de styrène | 96-09-3                          | 202-476-7                               |
| Phosphate de tris(dibromo-2,3 propyle) (en)                                                                                          | 126-72-7                         | 204-799-9                               |
| Phosphure d'indium | 22398-80-7                       | 244-959-5                               |
| dérivés inorganiques du plomb | 7439-92-1                        | 231-100-4                               |
| Stéroïdes androgéniques (anabolisants)                                                                                               |                                  |                                         |
| Sulfate de diéthyle | 64-67-5                          | 200-589-6                               |
| Sulfate de diméthyle | 77-78-1                          | 201-058-1                               |
| Téniposide | 29767-20-2                       | 249-831-2                               |
| Toluènes α-chlorés (expositions mixtes) : - trichlorure de benzyle - chlorure de benzal - chlorure de benzyle - chlorure de benzoyle | 98-07-7 98-87-3 100-44-7 98-88-4 | 202-634-5 202-709-2 202-853-6 202-710-8 |
| Tétrachloréthylène (Perchloroéthylène; utilisé principalement pour le nettoyage à sec)                                               | 127-18-4                         | 204-825-9                               |
| 1,2,3-Trichloropropane (en) | 96-18-4                          | 202-486-1                               |
| DDT [para, para'-DDT] | 50-29-3                          | 200-024-3                               |

### Mélanges
| Nom | CAS       | EINECS    |
| --- | --------- | --------- |
| Biphényles polychlorés (Polychlorobiphényle)                                                                    | 1336-36-3 | 215-648-1 |
| Combustion domestique de biomasse (essentiellement le bois), émissions de source intérieure dues à la (Vol. 95) |           |           |
| Créosotes | 8001-58-9 | 232-287-5 |
| Friture à haute température, émissions dues à la                                                                |           |           |
| Insecticides non arsenicaux (expositions professionnelles lors de l'épandage et de l'application)               |           |           |

### Expositions professionnelles et autres
Les circonstances d’exposition, professionnelles ou autres, comportent un risque de contact avec un agent cancérogène pour l’homme. Le classement d’un agent dans cette catégorie est préconisé lorsqu’il existe des indices concordants de sa cancérogénicité pour l'homme et des preuves suffisantes de cancérogénicité expérimentale chez les animaux de laboratoire. Dans certains cas, un agent (ou un mélange) peut être classé dans cette catégorie lorsqu'il existe des preuves insuffisantes de sa cancérogénicité pour l'homme et des preuves suffisantes de sa cancérogénicité pour les animaux de laboratoire ainsi que de fortes présomptions que la cancérogenèse est induite par un mécanisme qui fonctionne également chez l'homme. Exceptionnellement, un agent, un mélange ou une circonstance d'exposition peut être classé dans cette catégorie uniquement sur la base de preuves limitées de sa cancérogénicité pour l'homme.
| Nom                                                               | CAS                  | EINECS              |
| ----------------------------------------------------------------- | -------------------- | ------------------- |
| Fabrication d'électrodes de carbone                               | 7440-44-0            | 231-153-3           |
| Cobalt métal en présence de carbure de tungstène                  | 7440-48-4 12070-12-1 | 231-158-0 235-123-0 |
| Coiffeurs et barbiers (expositions professionnelles des)          |                      |                     |
| Lampes et tables à bronzer (utilisation) (Solarium)               |                      |                     |
| Raffinage du pétrole (expositions professionnelles liées au)      |                      |                     |
| Travail posté entraînant une perturbation du rythme circadien     |                      |                     |
| Viande rouge (bœuf, veau, porc, agneau, mouton, cheval et chèvre) |                      |                     |
| Verrerie d'art, fabrication de verre creux et de verre moulé      |                      |                     |
| Boissons chaudes (plus de 65 °C ⇒ cancer de l'œsophage)           |                      |                     |